# Sauropleura
Sauropleura is een geslacht van uitgestorven basale Tetrapoda met een amfibische levenswijze, behorend tot de Nectridea. Het leefde tussen het Laat-Carboon en het Vroeg-Perm (ongeveer 310 - 295 miljoen jaar geleden) en zijn fossiele overblijfselen zijn gevonden in Noord-Amerika en (mogelijk) in Europa.

## Beschrijving
Dit op een salamander lijkend dier met lange staart was gewoonlijk ongeveer een voet lang. Het bezat een lange en dunne schedel met grote scherpe tanden, in tegenstelling tot soortgelijke vormen zoals Ptyonius met een korter rostrum. Sommige botten van de schedel overlapten gedeeltelijk in kinetische gewrichten en zorgden voor een aanzienlijke beweeglijkheid van de snuit ten opzichte van de achterkant van de schedel wanneer Sauropleura zijn kaken opende en sloot. De neusgaten stonden erg ver naar achteren. Het meest opvallende kenmerk van het postcraniale skelet van Sauropleura was echter de extreem lange staart, een kenmerk dat wordt gedeeld met soortgelijke vormen als Ptyonius en Urocordylus; de staart was voorzien van opmerkelijke uitgebreide haemaalbogen, evenals wervelbogen.

## Naamgeving
Het geslacht Sauropleura werd in 1868 voor het eerst beschreven door Edward Drinker Cope, op basis van fossielen gevonden in het Linton-veld in Ohio. De typesoort is Sauropleura pectinata, gebaseerd op holotype AMNH 6876. Cope gaf geen etymologie van de geslachtsnaam maar die kan verklaard worden als 'reptielrib'.  

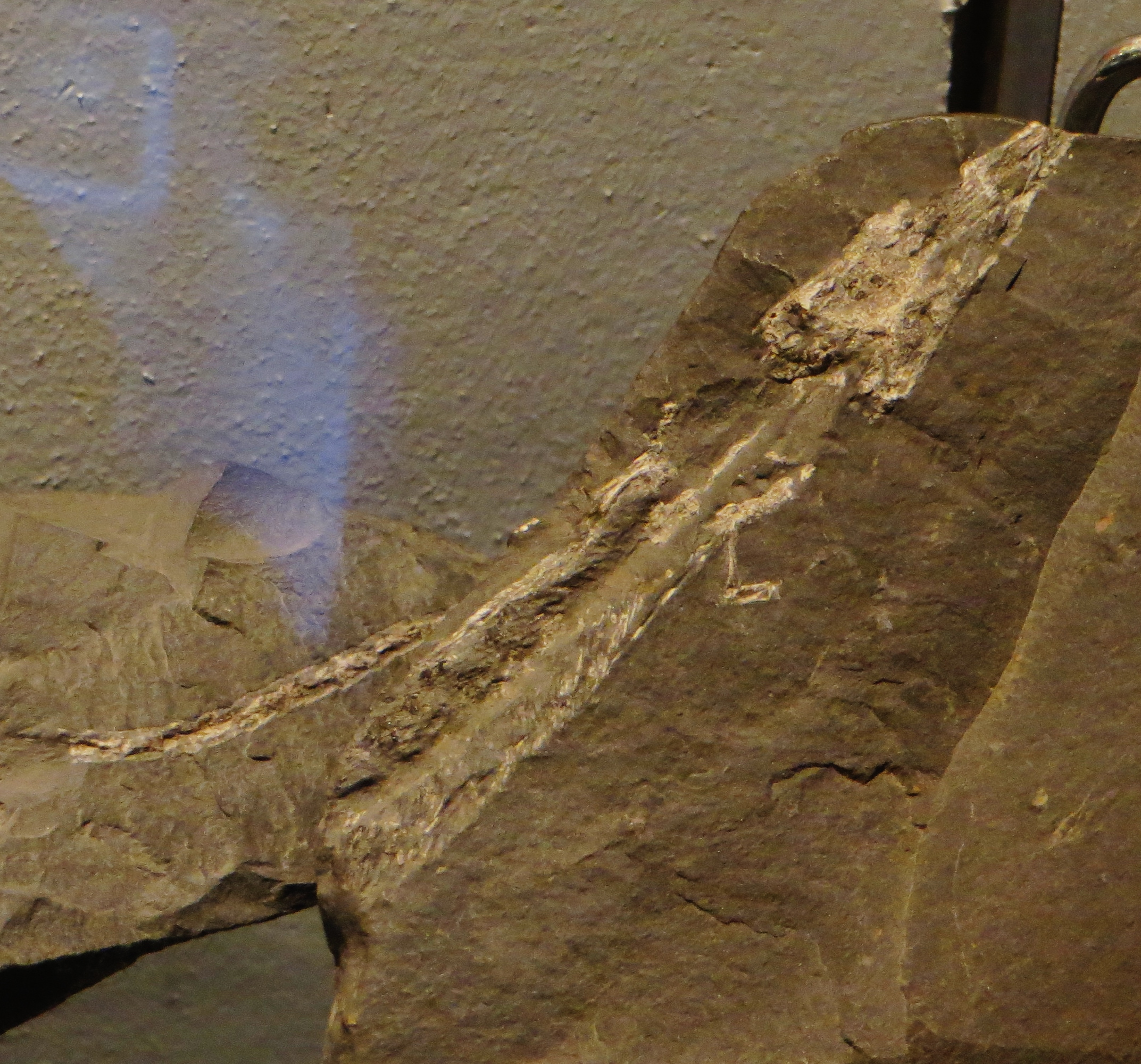
Sauropleura longicaudata

Er zijn later andere soorten beschreven: Sauropleura bairdi is de meest recente uit het Vroeg-Perm van Texas. Sauropleura longicaudata komt uit het Laat-Carboon van Autun (Frankrijk) en is toegeschreven aan het geslacht Montcellia, zonder echter een precieze diagnose. De soort Sauropleura scalaris uit het Laat-Carboon van de Tsjechische Republiek wordt soms ook toegeschreven aan dit geslacht, maar vaker beschouwd als een soort van Urocordylus. Sauropleura digitata werd in 1930 het aparte geslacht Eusauropleura.

## Fylogenie
Sauropleura is een vertegenwoordiger van de urocordiliden, een groep 'amfibieën' uit de Nectridea met opmerkelijke aanpassingen aan het leven in het water, met name wat betreft de staart. Sauropleura lijkt een van de meer gespecialiseerde leden van de familie te zijn geweest.